# Ian Clark
Ian Patrick Clark (Memphis, 7 marzo 1991) è un cestista statunitense.

## Carriera

### Draft NBA e Summer League (2013)
Si rese eleggibile per il Draft NBA 2013 in cui non venne selezionato rimanendo così undrafted. Andò così a giocare la Summer League con i Miami Heat e i Golden State Warriors. Con quest'ultimi si mise in mostra segnando 33 punti nella finale della manifestazione contro i Phoenix Suns; questa prestazione gli valse il titolo di MVP della Finale della Summer League.

### NBA (2013-2019)

#### Utah Jazz (2013-2015)
Le sue prestazioni in Summer League non passarono inosservate alle franchigie NBA, tanto che il 30 luglio 2013 firmò un contratto biennale con gli Utah Jazz. Tuttavia nella squadra di Salt Lake City Clark non riuscì a imporsi, giocando sia il primo che il secondo anno 23 partite (46 totali), e senza mai partire titolare. Venne assegnato più volte in D-League ai Bakersfield Jam e agli Idaho Stampede per poi venire tagliato il 26 marzo 2015.

#### Denver Nuggets (2015)
Il 29 marzo 2015 venne acquistato dai Denver Nuggets. Rimase con la franchigia del Colorado sino alla fine della stagione, giocando 7 partite (tutte dalla panchina) in cui mise a segno 13 punti.

#### Golden State Warriors (2015-2017)
Il 26 settembre 2015 firmò un contratto annuale con i Golden State Warriors, squadra fresca della vittoria del titolo. Agli Warriors, nonostante lui nelle gerarchie avesse davanti l'All-Star Klay Thompson e il veterano Leandro Barbosa, Clark riuscì a ritagliarsi spazio giocando 66 partite, di cui 1 da titolare. Alla fine della stagione i gialloblù arrivarono primi nella NBA Western Conference con un record di 73 vittorie e 9 sconfitte, superando così il record dei Chicago Bulls che totalizzarono 72 vittorie e 10 sconfitte nella stagione 1995-1996. Tuttavia nei playoffs la squadra della baia fece molta fatica, arrivò alle NBA Finals scarica e perse contro i Cleveland Cavaliers per 3-4 dopo essere stata in vantaggio per 3-1 nella serie. Clark giocò 4 delle 7 partite della serie, tenendo di media 3,3 punti a partita in queste 4 gare. Considerando i playoffs totali Clark giocò 16 delle 24 partite dei gialloblù, partendo in tutti i casi dalla panchina e tenendo di media 4,1 punti a partita in queste 16.
Alla fine della stagione Clark rifirmò con gli Warriors, siglando nuovamente un contratto annuale a 1,15 milioni di dollari.
Il 12 marzo 2017 nella partita persa in trasferta per 107-85 contro i San Antonio Spurs Clark sfoggiò la sua miglior prestazione con i gialloblù mettendo a segno 36 punti in 33 minuti (career-high). Nei playoffs giocò 16 partite (come l'anno precedente) sulle 17 della squadra, e vinse poi l'anello in cinque gare contro i Cleveland Cavaliers, prendendosi così la rivincita sulla sconfitta in rimonta dell'anno precedente. Il coach dei gialloblù Steve Kerr elogiò più volte Clark per il suo impegno definendolo uno dei suoi giocatori "preferiti di ogni tempo".

#### New Orleans Pelicans (2017-2019)
Dopo non aver rinnovato con gli Warriors, il 4 agosto 2017 si accasò ai New Orleans Pelicans dove andò a ricoprire il ruolo di sesto uomo. Il 5 dicembre 2017, gli venne consegnato l'anello vinto l'anno precedente con la franchigia della baia da Stephen Curry.
A seguito di una buona annata da comprimario in uscita dalla panchina il 10 luglio rinnovò il suo contratto con la franchigia della Louisiana.

## Statistiche

### College
| Anno      | Squadra        | PG  | PT  | MP   | TC%  | 3P%  | TL%  | RP  | AP  | PRP | SP  | PP   |
| --------- | -------------- | --- | --- | ---- | ---- | ---- | ---- | --- | --- | --- | --- | ---- |
| 2009-2010 | Belmont Bruins | 31  | 31  | 29,6 | 45,3 | 40,2 | 77,5 | 3,3 | 2,2 | 1,1 | 0,3 | 14,9 |
| 2010-2011 | Belmont Bruins | 35  | 35  | 24,6 | 48,2 | 43,1 | 81,8 | 2,3 | 1,8 | 1,2 | 0,2 | 12,2 |
| 2011-2012 | Belmont Bruins | 34  | 33  | 27,6 | 45,1 | 40,5 | 82,2 | 2,6 | 2,4 | 1,0 | 0,1 | 12,7 |
| 2012-2013 | Belmont Bruins | 33  | 32  | 33,4 | 54,3 | 45,9 | 83,3 | 3,3 | 2,4 | 1,6 | 0,2 | 18,2 |
| Carriera  | Carriera       | 133 | 131 | 28,7 | 48,4 | 42,5 | 81,0 | 2,9 | 2,2 | 1,2 | 0,5 | 14,4 |

### NBA

#### Regular Season
| Anno       | Squadra        | PG  | PT | MP   | TC%  | 3P%  | TL%  | RP  | AP  | PRP | SP  | PP  |
| ---------- | -------------- | --- | -- | ---- | ---- | ---- | ---- | --- | --- | --- | --- | --- |
| 2013-2014  | Utah Jazz      | 23  | 0  | 7,5  | 38,8 | 35,5 | 71,4 | 0,8 | 0,7 | 0,3 | 0,1 | 3,0 |
| 2014-2015  | Utah Jazz      | 23  | 0  | 7,0  | 34,1 | 36,0 | 100  | 0,6 | 0,4 | 0,3 | 0,1 | 1,9 |
| 2014-2015  | Denver Nuggets | 7   | 0  | 4,4  | 36,4 | 20,0 | 100  | 0,4 | 0,3 | 0,4 | 0,1 | 1,9 |
| 2015-2016  | G.S. Warriors  | 66  | 1  | 8,8  | 44,1 | 35,7 | 82,4 | 1,0 | 1,0 | 0,3 | 0,2 | 3,6 |
| 2016-2017† | G.S. Warriors  | 77  | 0  | 14,8 | 48,7 | 37,4 | 75,9 | 1,6 | 1,2 | 0,5 | 0,1 | 6,8 |
| 2017-2018  | N.O. Pelicans  | 74  | 2  | 19,7 | 44,8 | 31,8 | 76,3 | 1,7 | 1,5 | 0,4 | 0,1 | 7,4 |
| 2018-2019  | N.O. Pelicans  | 60  | 6  | 16,2 | 39,4 | 32,7 | 89,3 | 1,5 | 1,6 | 0,4 | 0,1 | 6,7 |
| Carriera   | Carriera       | 330 | 9  | 13,7 | 43,9 | 34,0 | 80,4 | 1,3 | 1,2 | 0,4 | 0,1 | 5,6 |

#### Play-off
| Anno     | Squadra       | PG | PT | MP   | TC%  | 3P%  | TL%  | RP  | AP  | PRP | SP  | PP  |
| -------- | ------------- | -- | -- | ---- | ---- | ---- | ---- | --- | --- | --- | --- | --- |
| 2016     | G.S. Warriors | 16 | 0  | 9,6  | 49,1 | 33,3 | 80,0 | 1,1 | 1,0 | 0,5 | 0,0 | 4,1 |
| 2017†    | G.S. Warriors | 16 | 0  | 13,7 | 50,6 | 36,1 | 94,1 | 1,6 | 0,7 | 0,4 | 0,0 | 6,8 |
| 2018     | N.O. Pelicans | 9  | 0  | 21,1 | 42,4 | 35,7 | 100  | 1,1 | 1,2 | 0,9 | 0,2 | 7,8 |
| Carriera | Carriera      | 41 | 0  | 13,7 | 47,5 | 35,4 | 90,3 | 1,3 | 0,9 | 0,5 | 0,0 | 6,0 |

## Palmarès
- Campionato NBA: 1

Golden State Warriors: 2017
- Campionato australiano NBL: 1

Sydney Kings: 2022